# Elodes persimilis
Elodes persimilis es una especie de coleóptero de la familia Scirtidae.

## Distribución geográfica
Habita en Turquía.